# Can’t Blame a Girl for Trying
Can’t Blame a Girl for Trying — дебютный альбом американской певицы Сабрины Карпентер. Он был выпущен лейблом Hollywood Records 8 апреля 2014 года. На музыкальном сервисе iTunes он был позже заменён её студийным альбомом 2015 года, в который вошли все четыре трека. Продюсерами мини-альбома выступили Брайан Малуф, Джим Макгорман, Робб Валье, Мэтт Сквайр, Стив Типпеконник, Скотт Харрис, Джон Гордон и Джули Фрост.
В музыкальном плане альбом имеет фолк-звучание с примесью поп-музыки. Его продюсирование состоит из гитар, фортепиано, барабанов и клавишных. В целом, альбом рассказывает о любви и подростковых проблемах.
Can’t Blame a Girl for Trying выпустила два сингла: «Can’t Blame a Girl for Trying», выпущенный 14 марта 2014 года, и «The Middle of Starting Over», выпущенный 19 августа 2014 года.

## Предыстория и запись
Карпентер активно сотрудничала с Disney Channel в 2013 году, участвуя в различных саундтреках, таких как «Smile» для альбома «Disney Fairies: Faith, Trust And Pixie Dust» и «All You Need», вошедшая в саундтрек к фильму «София первая». В том же году Сабрина подписала контракт со звукозаписывающей компанией Hollywood Records на выпуск своей собственной музыки. Сабрина планировала выпустить EP, а затем студийный альбом, она выпустила EP с четырьмя треками, а затем выпустила полную версию EP плюс восемь новых треков в следующем году.
Сабрина начала записывать песни для мини-альбома в 2013 году, когда снималась в фильме «Истории Райли», который продолжался до 2014 года. Она работала с такими музыкантами, как Брайан Малуф, Джим Макгорман и Мэтт Сквайр. Она записала «White Flag» в студии SOMD в Лос-Анджелесе, Калифорния, при участии Ларри Гетца, который занимался инженерией, и Мэтта Сквайра, который занимался микшированием звука. «Best Thing I Got» была записана в студии Gordon Studio DK, а сведением занимались Джон Гордон и Санни Хандбек. Два сингла с EP, «Can’t Blame a Girl for Trying» и «The Middle of Starting Over», были спродюсированы Крисом Томпсоном и сведены Малуфом на студии Cookie Jar Recording в Шерман-Оукс, Калифорния.

## Музыка и тексты песен
Финальная версия «Can’t Blame a Girl for Trying» содержит четыре трека. Альбом представляет собой подростковую поп-пластинку, наполненную акустическими и кантри-нотами, и его сравнивали с ранними альбомами Тейлор Свифт. Во всех песнях Сабрина рассказывает о подростковой любви и проблемах. Ни одна из песен не была написана Сабриной.
«Can’t Blame a Girl for Trying» начинается с заглавной песни «Can’t Blame a Girl for Trying», поп-фолк-песни в стиле акустической гитары, в которой рассказывается о том, как совершать ошибки и быть глупой в любви; Сабрина говорит, что песня «идеально описывает жизнь 13-летней девочки и подростка». Во второй песне и сингле «The Middle of Starting Over» чувствуется влияние кантри и подростковой поп-музыки. В песне говорится о том, что нужно двигаться дальше, начинать все сначала и забывать ошибки. «The Middle of Starting Over» сравнивалась с работами Тейлор Свифт на её ранних альбомах.
Баллада «White Flag», написанная под гитару в стиле фолк-поп, рассказывает об изменениях в нашей повседневной жизни и о том, что ни один из плохих поступков, которые мы совершаем, не будет длиться вечно. Последний трек EP, «Best Thing I Got», — это поп-песня для фортепиано с барабанами и гитарой. В тексте песни говорится о любви и о том, что «ты неидеальная девушка, которая хочет, чтобы жизнь была полна свободы, и учится по-своему справляться с проблемами».

## Синглы
«Can’t Blame a Girl for Trying» — главный сингл с мини-альбома. Он был выпущен 14 марта 2014 года на iTunes, а премьера состоялась за день до этого эксклюзивно на Radio Disney. Премьера видеоклипа состоялась 28 марта. Песня получила музыкальную премию Radio Disney Music Award в категории «Лучшая песня для влюблённых».
«The Middle of Starting Over» — это второй сингл. Он был выпущен на Radio Disney в июле и стал доступен 19 августа 2014 года. Премьера клипа состоялась 21 сентября.

## Трек-лист
| №                   | Название                        | Автор(ы)                                  | Длительность |
| ------------------- | ------------------------------- | ----------------------------------------- | ------------ |
| 1.                  | «Can't Blame a Girl for Trying» | Меган Трейнор, Эл Андерсон, Крис Гелбуда  | 2:49         |
| 2.                  | «The Middle of Starting Over»   | Джим Макгорман, Робб Валье, Мишель Мойер  | 3:32         |
| 3.                  | «White Flag»                    | Кара Салимандо, Скотт Харрис, Мэтт Сквайр | 3:18         |
| 4.                  | «Best Thing I Got»              | Джон Гордон, Джули Фрост                  | 3:19         |
| Общая длительность: | Общая длительность:             | Общая длительность:                       | 12:58        |

### Студии, участвовавшие в создании
- Шерман Оукс, Калифорния (Cookie Jar Recording)
- Лос-Анджелес, Калифорния (SOMD Studio, The Lair)
- Гордон Студио ДК
- Мастеринг Берни Грундмана

### Исполнители и продюсирование
- Сабрина Карпентер — вокал (все треки)
- Брайан Гарднер — мастеринг (все треки)
- Брайан Малуф — программирование на барабанах (1); продюсирование, сведение, клавишные (1, 2)
- Крис Томпсон — инженер (1, 2)
- Джим Макгорман — глокеншпиль, ручная перкуссия (1); акустическая гитара, электрогитара, бас-гитара (1, 2); совместное продюсирование, фортепиано, клавишные (2)
- Робб Валлер — совместное продюсирование, бэк-вокал (2)
- Марк Слуцки — ударные (2)
- Дэниел Калишер — мандолина (2)
- Мишель Мойер — бэк-вокал (2)
- Мэтт Сквайр — продюсирование, сведение, все инструменты (3)
- Стив Типпеконик — дополнительное продюсирование, все инструменты (3)
- Скотт Харрис — дополнительное продюсирование (3)
- Ларри Гетц — все инструменты, инженерия (3)
- Джон Гордон — продюсирование, сведение, программирование, гитары, фортепиано, дополнительные инструменты (4)
- Суне Хаансбек — сведение, дополнительная гитара (4)
- Джули Фрост — вокал (4)
- Ким Томсен — ударные (4)
- Миккель Рибер — бас-гитара (4)

### Дизайн
- Ребекка Миллер — фотография
- Анабель Шинн — художественное направление, дизайн
- Энни Джу — арт-директор
- Дэйв Сноу — креативный директор